# كيم لوكاس
كيم لوكاس (بالإنجليزية: Kim Lukas)‏ هي مغنية بريطانية، ولدت في 16 مارس 1977 في لندن في المملكة المتحدة.

## وصلات خارجية
- كيم لوكاس على موقع ميوزك برينز (الإنجليزية)
- كيم لوكاس على موقع ديسكوغز (الإنجليزية)